# Tănase-Pavel Tăvală
Tănase-Pavel Tăvală (n. 7 aprilie 1928 în comuna Dătășeni, jud. Mureș - 12 februarie 2018) este un fost senator român în legislatura 1992-1996 ales în județul Timiș pe listele PNTCD. Tănase-Pavel Tăvală a fost deținut politic, condamnat la 6 ani de pușcărie și eliberat în 1956.  Tănase-Pavel Tăvală a fost ales deputat și în legislatura 1996-2000. În ambele legislaturi în care a fost ales, Tănase-Pavel Tăvală a fost membru în comisia pentru drepturile omului, culte și minorotăți naționale. În legislatura 1996-2000, Tănase-Pavel Tăvală a fost membru în grupurile parlamentare de prietenie cu Republica Bulgaria și Republica Arabă Egipt. 

## Legături externe
- Tănase-Pavel Tăvală Arhivat în 22 iunie 2024, la Wayback Machine. la cdep.ro